# Daniel Rudolf Anrig
Daniel Rudolf Anrig nació el 10 de julio de 1972 y fue el Comandante de la Pontificia Guardia Suiza desde su nombramiento por el Papa Benedicto XVI el 19 de agosto de 2008 hasta su reemplazo el 7 de febrero de 2015. Sucedió a Elmar Mäder quien sirvió como Comandante de la Guardia Suiza desde 2002. Fue el trigésimo cuarto Comandante de la Pontificia Guardia Suiza. 

## Biografía
Anrig nació en Walenstadt (Cantón de San Galo), Suiza. Está casado y tiene cuatro hijos. Se graduó en derecho civil y eclesiástico en la Universidad de Friburgo en 1999. Fue Profesor Asistente de Derecho Civil en la misma Universidad desde 1999 hasta el 2001. [cita requerida]
Fue la cabeza de la policía criminal en el cantón de Glarus, desde 2002 al 2006 cuando fue comandante general del Cuerpo de Policía del cantón de Glarus. [cita requerida]
Anrig llevó el rango de capitán en el Ejército Suizo. Ha dicho que está abierto a la posibilidad de permitir mujeres en la Guardia, hecho que sus predecesores han rechazado siempre. El papa Francisco ha nombrado en su reemplazo por la mañana del 7 de febrero de 2015 al nuevo comandante de la Guardia Suiza Pontificia a Christoph Graf casado y con dos hijos, de 53 años y nació en Pfaffnau (Suiza), es el 35 Comandante de la Guardia Suiza, iniciando su servicio en la Guardia Suiza el 2 de marzo de 1987, como alabardero.